# Bremmelbach
Bremmelbach est une ancienne commune française du Bas-Rhin, associée à Cleebourg depuis 1973.

## Histoire
Le 1er janvier 1973, Bremmelbach est rattachée à Cleebourg sous le régime de la fusion-association.

## Politique et administration
| Période                                  | Période | Identité          | Étiquette | Qualité |
| ---------------------------------------- | ------- | ----------------- | --------- | ------- |
|                                          |         | Dominique Demange |           |         |
| Les données manquantes sont à compléter. |         |                   |           |         |

## Démographie
| 1946 | 1954 | 1962 | 1968 |
| ---- | ---- | ---- | ---- |
| 104  | 104  | 128  | 127  |

## Héraldique
| Blason de Bremmelbach | Blason  | D’argent au taon de gueules ; à la plaine ondée d’azur. |
| Blason de Bremmelbach | Détails |                                                         |